# أحداث شارع مجلس الوزراء 2011
أحداث مجلس الوزراء أو اشتباكات مجلس الوزراء هي اشتباكات حدثت بداية من يوم الجمعة 16 ديسمبر 2011 بين قوات عسكرية مصرية من جهة وبين المعتصمين أمام مبني مجلس الوزراء المصري من جهة أخرى.

## خلفية
بعد محاولة فض اعتصام ميدان التحرير بالقوة يوم 19 نوفمبر 2011، والتي أدت إلي وفاة أكثر من أربعين متظاهر وتسببت في اندلاع مظاهرات عارمة في ميدان التحرير وميادين أخرى في مصر علي مدي أسبوع، استمر اعتصام بعض المتظاهرين أولاً في ميدان التحرير ثم انتقل إلي أمام مقر مجلس الوزراء المصري احتجاجًا علي تعيين الدكتور كمال الجنزوري رئيسًا لمجلس الوزراء.

## بداية الأحداث
بدأت الأحداث مع فجر يوم 16 ديسمبر 2011 عندما تم اختطاف أحد المعتصمين من قبل القوات العسكرية المتمركزة داخل مجلس الوزراء لتأمينه والاعتداء عليه بالضرب المبرح ثم إطلاق سراحه  مما أدي إلي تأجيج الغضب وبدء المناوشات والاشتباكات بين قوات الأمن والمعتصمين.
هذا وقد أصدر المجلس الأعلي للقوات المسلحة بيانًا يوضح فيه صورة مغايرة لبداية الأحداث ويلقي باللائمة علي بعض المعتصمين لاعتدائهم علي ضابط يؤدي واجبه اليومي المعتاد في المرور على عناصر التأمين في داخل وخارج مجلس الشعب، مما أثار حفيظة عناصر الخدمة بالتدخل لفض الحدث، وانتهى الأمر إلى عودة الضابط إلى مقره بمجلس الشعب. وأضاف البيان أن هناك مجموعات من الأفراد والمتظاهرين التي تجمعت على مدار اليوم، وقامت بالتعدي على المنشآت الحيوية، والتراشق بالحجارة وأعيرة الخرطوش وزجاجات المولوتوف، مما أسفر عن هدم أحد أسوار مجلس الشعب في محاولة لاقتحامه، بالإضافة إلى تعرض بعض أجزاء مجلس الشورى إلى التدمير وإصابة العديد من الأفراد. وأكد البيان أن عناصر التأمين لم تقم بأي عمل لفض الاعتصام، أنه يجري التواصل مع بعض العناصر الشبابية التي تشارك في الحفاظ على تأمين واستقرار هذه المنطقة. كما أكد التزام عناصر التأمين بضبط النفس لأعلى درجة ممكنة وعدم التعدي على المواطنين أو المعتصمين أو المتظاهرين.

## تطور الأحداث

### 16 ديسمبر 2011
استمرت الاشتباكات بين كر وفر طوال يوم الجمعة 16 ديسمبر 2011 حيث استخدمت قوات الجيش خراطيم المياه والهراوات وتبادلت إلقاء الطوب والحجارة علي المتظاهرين، مما أدى إلى إصابة عشرات المتظاهرين. وقد أظهرت الكثير من لقطات الفيديو  قوات الجيش وهي تقوم بإلقاء الطوب والحجارة على المتظاهرين وترشهم بخراطيم المياه.
كانت حصيلة المصابين المعلنة حتي مساء الجمعة 16 ديسمبر 255 مصابًا وثلاثة قتلى. كما قتل في مكان الأحداث الشيخ عماد عفت، أمين الفتوى بدار الإفتاء المصرية.

### 17 ديسمبر 2011
وقد عقد الدكتور كمال الجنزوري رئيس الوزراء مؤتمراً صحفياً حول الأحداث، أعرب فيه عن حزنه العميق نتيجة الأحداث التي وقعت عند مقر مبنى رئاسة الوزراء منذ يوم أمس، وأضاف أن ما حدث يشير إلى أن هناك أطرافا لا تريد للتحسن الأمنى الذي كان قد بدأ يحدث خلال الأيام الماضية أن يستمر.
أضاف الجنزوري أن الأحداث بدأت بعد منتصف ليل أول أمس بتواجد مجموعة كبيرة من الشباب كانت متواجدة في موقع الاعتصام وكانت تلعب الكرة، وأن إحدى الكرات دخلت إلى مقر المجلس ودخل أحد الشباب لاسترجاعها ولقي معاملة قد لا تكون صحيحة. وأشار الجنزوري إن عدد المصابين من حرس مجلس الشعب بلغ 30 فردًا بينهم 6 ضباط و24 جنديا من الشرطة أصيبوا داخل المجلس، وكانت لديهم توجيهات بألا يخرجوا خارج المبنى، كما أكد أن قوات الجيش لم تستخدم أي طلقات نارية، مشيرا إلى وجود مجموعات لا تريد لمصر الخير تكرر ما حدث في ماسبيرو وشارع محمد محمود.
أصدر المجلس الأعلي للقوات المسلحة رسالته رقم 90 علي موقع التواصل الاجتماعي فيسبوك، والتي أظهرت مقطع فيديو يوضح قيام بعض الأشخاص باقتحام مبني يعتقد أنه مبني مجلس الوزراء المصري وتخريبه وإشعال النار فيه.
هذا وقد استمرت الاشتباكات والكر والفر بين قوات الشرطة العسكرية والمتظاهرين، وقامت قوات الشرطة العسكرية بالنزول إلي ميدان التحرير ثم الانسحاب منه. وانتشرت علي المواقع الإخبارية صور لفتاة يتم سحلها وتعريتها من ملابسها من قبل قوات الجيش.
كما تعرض مبني المجمع العلمي المصري إلي إشعال النيران فيه، وتم الاختلاف علي من قام بهذا الفعل، حيث اتهم الدكتور كمال الجنزوري المتظاهرين بإحراق المبني  في حين اتهم المتظاهرون بلطجية مندسين بإشعال النيران فيه بحماية قوات الجيش.
كما شيع آلاف المسلمين ومعهم عدد من المسيحيين الشهيد الشيخ عماد عفت أمين الفتوى بدار الإفتاء المصرية من الجامع الأزهر، وقد أم المصلين الدكتور علي جمعة مفتي الجمهورية في صلاة الجنازة، وبعد انتهاء الصلاة تحولت الجنازة إلى مظاهرة غاضبة حيث هتف المشيعون داخل الأزهر «يسقط يسقط حكم العسكر»، «يسقط علماء السلطان» و«الشعب يريد إسقاط المشير»، وخرجوا في مظاهرة لتشييعه إلى مثواه الأخير. وارتفعت حصيلة الضحايا في مساء السبت 17 ديسمبر 2011 إلي 9 قتلى وأكثر من 300 مصاب من المتظاهرين و30 جريحًا من قوات الجيش.

### 18 ديسمبر 2011
استمرت الاشتباكات طوال اليوم أيضًا بين كر وفر من المتظاهرين وقوات الجيش في شارع الشيخ ريحان وميدان التحرير وشارع القصر العيني. وحلت قوات من الأمن المركزي محل قوات الجيش في شارع الشيخ ريحان. واستمر المتظاهرون في محاولة إنقاذ الكتب النادرة التي يحتويها مبني المجمع العلمي المصري الذي تعرض للحريق يوم 17 ديسمبر 2011.
قامت القوات المسلحة بإلقاء القبض على 164 شخصًا وتم إحالتهم للنيابة العامة بتهمة الشغب والاعتداء علي قوات الأمن وتخريب المنشآت العامة.
و توفي أحد المقبوض عليهم أثناء احتجازه حيث كان مصاباً بجروح وكدمات في أنحاء متفرقة من جسده وأمرت النيابة بتشريح الجثة لمعرفة سبب الوفاة.
قام المشير حسين طنطاوي بزيارة بعض مصابي الأحداث في مجمع كوبري القبة العسكري.
وقد حاول بعض النشطاء السياسيين ونواب مجلس الشعب المنتخبين حديثًا، مثل الدكتور معتز بالله عبد الفتاح والدكتور عمرو حمزاوي والمهندس وائل غنيم، التدخل لمحاولة الوصول لهدنة بين المتظاهرين وقوات الأمن إلا أن محاولتهم باءت بالفشل.
ارتفع عدد ضحايا الاشتباكات بحلول مساء 18 ديسمبر 2011 إلي 10 قتلى وأكثر من 500 جريح من المتظاهرين.

### 19 ديسمبر 2011
استمرت الاشتباكات لليوم الرابع على التوالي بين المتظاهرين وقوات الجيش والأمن المركزي وارتفع عدد المصابين والقتلى بين المتظاهرين. عقد المجلس الأعلى للقوات المسلحة مؤتمراً صحفياً اليوم أنكر فيه اللواء عادل عمارة كل التهم الموجهة للقوات المسلحة من استخدام العنف ضد المتظاهرين وأكد فيه التزام المجلس العسكري بالتحول الديمقراطي في مصر. كما أعرب اللواء عمارة عن أسف المجلس العسكري لسقوط الضحايا من المتظاهرين واتهم جهات بالعمل بمنهجية علي هدم الدولة المصرية وإثارة الفتن.
في نفس الوقت تقريباً قامت حركة شباب 6 أبريل بعقد مؤتمر صحفي مضاد عرضوا فيه مقاطع فيديو توضح انتهاكات القوات المسلحة ضد المتظاهرين.
ارتفع عدد الضحايا حتي مساء 19 ديسمبر 2011 إلي 12 قتيل وأكثر من 800 جريح من المتظاهرين.

### 20 ديسمبر 2011
تواصلت الاشتباكات بين قوات الشرطة والجيش من طرف والمتظاهرين المسيطرين على ميدان التحرير من طرف آخر مع فجر اليوم، حيث قامت قوات من الأمن المركزي باقتحام الميدان مع ساعات الفجر الأولى وأحرقت الخيام وأصابت العديد من المتظاهرين.
خرج آلاف النساء في مسيرات حاشدة في ميدان التحرير عصر اليوم للتنديد باعتداءات القوات المسلحة على المتظاهرات.
عقد المجلس الأعلى للقوات المسلحة اجتماعاً مشتركاُ مع المجلس الاستشاري حيث انتهيا إلي التوصية بوقف العنف فوراً مع الحرص علي كرامة المواطن وسلامة المنشآت، وأكدا علي أهمية استكمال خطوات نقل السلطة في مواعيدها المحددة بدءاً من انتخابات مجلسي الشعب والشورى ثم وضع الدستور وانتخابات الرئاسة قبل نهاية يونيو 2012.
أصدر المجلس الأعلى للقوات المسلحة رسالته رقم 91 على موقع فيسبوك والتي أبدى فيها أسفه لنساء مصر عما حدث من تجاوزات بحقهن منذ بداية الأحداث، وأكد على أهمية استمرار العملية الانتخابية في مواعيدها المحددة سلفاً مع استعداده لمناقشة أي مبادرة تقوم بها القوي السياسية قد تسهم في عودة الاستقرار في مصر.
كانت قد انتشرت دعوات من نشطاء سياسيين  باقتراح لتسريع نقل السلطة في مصر عبر نقل سلطة رئيس الجمهورية إلي رئيس مجلس الشعب المنتخب بعد اجتماعه في يناير 2012 على أن يقوم بإجراء انتخابات الرئاسة في غضون 60 يوماً، إلا أن حزب الحرية والعدالة المنبثق من جماعة الإخوان المسلمين أبدى تحفظه علي هذا الاقتراح وأصر على أن انتخابات الرئاسة يجب أن تتم بعد وضع الدستور حسب ما أعلن عنه المجلس الأعلى للقوات المسلحة في الإعلان الدستوري.
ارتفع عدد الضحايا منذ بدء الاعتداءات إلي 14 قتيلاً وأكثر من 900 جريح من المتظاهرين.

### 21 ديسمبر 2011
هدأت الأمور في يوم الأربعاء وخلت من الاشتباكات وبالتالي لم تسجل حالات إصابة جديدة، إلا أن الوفيات ارتفعت إلي 15 مع نهاية اليوم بوفاة مصاب نتيجة إصابته بطلق ناري في اليوم السابق.
أصدر المجلس الأعلي للقوات المسلحة رسالته رقم 92 على موقع فيسبوك، والتي أكد فيها توفر معلومات لديه تدعو إلى الحيطة والحذر خلال الفترة المقبلة أبرزها استمرار المخطط الهادف إلى إفشال وإسقاط الدولة بتصعيد الاعتصامات والاحتجاجات واستهداف المرافق الحيوية للدولة. وقال المجلس إن المخطط يتضمن أيضاً إبقاء الوضع على ما هو عليه بميدان التحرير لأكبر وقت ممكن والعمل على تصعيد الأحداث وتوريط المجلس الأعلى للقوات المسلحة باستثمار تدخله كلما حدث ذلك من جانبه. وأكد المجلس أن إظهاره لهذه المعلومات يرجع إلى حرصه على إشراك المصريين الشرفاء وتبصيرهم بالمخاطر المحيطة بنا جميعا ثقة في الوطنية وأملا في التكاتف واليقظة للحيلولة دون نجاح هذه المخططات.

### 22 ديسمبر 2011
استمر هدوء الأوضاع في الميدان، وارتفع عدد القتلى إلي 17 بالإضافة إلي أكثر من 900 مصاب من المتظاهرين.
انتشرت الدعوات إلي مليونية يوم الجمعة 23 ديسمبر 2011 في ميدان التحرير باسم جمعة حرائر مصر تنديداً بالانتهاكات التي تعرضت لها المتظاهرات في الأحداث وخصوصاً سحل وضرب وتعرية إحدي المتظاهرات فيما عُرف بواقعة «ست البنات» والتي تداولت وسائل الإعلام صورتها.

### 23 ديسمبر 2011
توافد عشرات الآلاف علي ميدان التحرير استجابة لدعوة جمعة حرائر مصر أو جمعة رد الشرف كما أطلقوا عليها. وردد المتظاهرون شعارات تطالب المجلس الأعلى للقوات المسلحة بتسليم السلطة فوراً للمدنيين، وطافوا أنحاء الميدان بنعوش رمزية لتكريم الشهداء الذين سقطوا خلال الأحداث. وانطلقت مسيرة من الجامع الأزهر عقب صلاة الجمعة في اتجاه التحرير.
في نفس التوقيت تجمعت مظاهرة أخرى في ميدان العباسية شارك فيها بضعة آلاف من مؤيدي المجلس العسكري والمعارضين لمتظاهري التحرير.
ارتفع العدد النهائي للضحايا في الأحداث إلى 17 قتيلاً و1917 مصاباً.

## تداعيات الأحداث
- أدت الأحداث واستخدام القوة المفرطة ضد المعتصمين إلى إعلان كل من الدكتور معتز بالله عبد الفتاح وأحمد خيري أبو اليزيد والدكتورة نادية مصطفى ومنار الشوربجي وزياد علي ولبيب السباعي وحسن نافعة وشريف زهران وحنا جرجس لاستقالاتهم من المجلس الاستشاري المصري في 16 ديسمبر 2011.[37]
- كما اجتمع المجلس الاستشاري في مساء يوم 16 ديسمبر 2011 وأصدر عدة توصيات وأعلن عن تعليق اجتماعاته لحين استجابة المجلس الأعلي للقوات المسلحة لها.[38]

## وصلات خارجية
- بالصور: صدامات بين قوات الامن والمحتجين في القاهرة - بي بي سي 17 ديسمبر 2011
- فيديو: المؤتمر الصحفي للمجلس الأعلى للقوات المسلحة في 19 ديسمبر 2011 على يوتيوب
- فيديو: جزء من المؤتمر الصحفي لحركة شباب 6 أبريل في 19 ديسمبر 2011 على يوتيوب